# San Antonio del Puente, delstaten Mexiko
San Antonio del Puente är en ort i kommunen Temoaya i delstaten Mexiko i Mexiko. Samhället hade 1 001 invånare vid folkräkningen 2020. På orten finns en Oxxo (närbutik), en grundskola, en högstadieskola och även ett motorvägshotell, Hotel San Antonio. San Antonio del Puentes postkod är 50880.